# NGC 120
NGC 120 је спирална галаксија у сазвежђу Кит која се налази на NGC листи објеката дубоког неба.
Деклинација објекта је - 1° 30' 49" а ректасцензија 0h 27m 30,1s. Привидна величина (магнитуда) објекта NGC 120 износи 13,5 а фотографска магнитуда 14,5. NGC 120 је још познат и под ознакама UGC 267, MCG 0-2-33, CGCG 383-17, PGC 1693.